# Lophoceros
Lophoceros és un gènere d'ocells de la família de buceròtids (Bucerotidae), que habita diferents medis de la Zona Afrotròpica.

## Llista d'espècies
Aquest gènere surt de la reestructuració del gènere Tockus arran dels treballs de Gonzalez et al. 2013ab. Avui es considera format per 8 espècies:
- calau coronat (Lophoceros alboterminatus).
- calau de Bradfield (Lophoceros bradfieldi).
- calau nan rogenc (Lophoceros camurus).
- calau de bec sagnant (Lophoceros fasciatus).
- calau de Hemprich (Lophoceros hemprichii).
- calau becnegre (Lophoceros nasutus).
- calau bec d'ivori (Lophoceros pallidirostris).
- calau bectorrat (Lophoceros semifasciatus).